# Вятовиці
Вятовиці (пол. Wiatowice) — село в Польщі, у гміні Ґдув Велицького повіту Малопольського воєводства.
Населення — 605 осіб (2011).

## Демографія
Демографічна структура станом на 31 березня 2011 року:
|          | Загалом | Допрацездатний вік | Працездатний вік | Постпрацездатний вік |
| -------- | ------- | ------------------ | ---------------- | -------------------- |
| Чоловіки | 289     | 63                 | 201              | 25                   |
| Жінки    | 316     | 79                 | 181              | 56                   |
| Разом    | 605     | 142                | 382              | 81                   |